# 베르나역
베르나역(스페인어: Berna)은 마드리드 경전철 2호선의 역이다. 마드리드 지방 포수엘로데알라르콘 시와 마드리드 몽클로아아라바카 구에 걸쳐 있으며, 카를로스 3세 대로와 베르나 거리 부근에 위치해 있다. 요금구역상으로는 B1구역에 속한다.
아베니다 데 에우로파 역에서 이 역까지 오는데는 지하 터널을 거쳐야 하지만 정작 두 역 모두 지상에 위치해 있다.

## 역사
2007년 7월 27일 마드리드 경전철 2호선의 개통과 함께 문을 열었다.

## 환승 정보
역 주변에 버스 정류장이 두 곳 있다.
버스
- 시내버스
  - 2, 3번 노선 (주간)
- 시외버스
  - 657번 노선 (주간)
  - N902 (야간)

경전철
| 마드리드 경전철                      | 마드리드 경전철       | 마드리드 경전철 |
| ------------------------------------ | --------------------- | --------------- |
| 아베니다 데 에우로파 콜로니아 하르딘 | 마드리드 경전철 2호선 | 아라바카        |